# 2023年イスラエル・ハマース停戦協定
2023年イスラエル・ハマース停戦協定では、2023年パレスチナ・イスラエル戦争中の2023年11月24日から12月1日までイスラエルとハマースの間で履行された戦闘休止について述べる。
戦闘休止は11月24日に始まり、当初は4日間の予定であったが、27日に2日間、30日に1日間延長され、結局1週間続いた。
この1週間で、ハマースの人質にされた253人のうち、105人の解放が実現した。2024年4月までに解放あるいは救出された人質は112人であり、ほとんどがこの期間中に解放された。

## 概要
2023年11月22日、カタール政府が、イスラエルとハマースが、4日間戦闘をやめることと引き換えに、ガザ地区で拘束されている50人の人質を解放することで合意したと発表した。カタール政府は、2023年のハマスによるイスラエル攻撃によって人質となった人の解放に向けた交渉をめぐり仲介にあたってきた。
この合意では、ハマース側は女性と子供計50人を解放し、イスラエル側はパレスチナ人の女性と子供計150人を釈放すること、ハマースが追加で人質10人を解放するごとに休止期間が1日延びること、ハマースがイスラエル人の人質を1人解放するごとに、収監されているパレスチナ人3人が釈放されること、ガザ地区に人道支援物資を積んだトラックが1日200台搬入されることなどが条件とされた。
24日午前7時（日本時間午後2時）から戦闘休止が始まり、合意に基づき人質解放が行われた。

### 延長
26日、戦闘休止について、ハマースが「延長を求めている」とする声明を発表し、イスラエルのネタニヤフ首相も延長する用意があると述べた。そして27日、双方は戦闘休止を2日間延長することで合意し、少なくとも29日まで延長されることになった。

### 再延長
1度目の延長合意の期限は30日午前7時であった。
期限切れの1時間ほど前に、ハマースが「イスラエル側が女性と子どもの人質あわせて7人と、イスラエル軍による爆撃で死亡した3人の遺体の受け取りを拒否した」とする声明をSNSに投稿した。これに対し、イスラエル側はコメントを出していなかった。しかし、期限切れまで残り20分を切った午前6時43分にイスラエル軍が「仲介者の努力を考慮し、戦闘休止が継続される」とSNSに投稿し、その9分後にハマスも「戦闘の休止が7日目も継続されることで合意した」と発表、期限切れの2分前に仲介役のカタール外務省からもSNSで発表が行われた。
結局、再延長の合意では、戦闘休止は12月1日午前7時まで続くこととなった。

### その後
エジプト政府が11月30日に、「戦闘休止をさらに2日間延長すべく、エジプトとカタールによる接触が続いている」とする声明を発表したほか、イスラエルを訪問したアメリカのブリンケン国務長官がネタニヤフ首相らとの会談で戦闘休止をさらに延長するよう求めていた。しかし、更なる延長には合意できず、12月1日、イスラエル軍はハマースとの戦闘を再開したと表明した。イスラエルは、ハマースが戦闘休止合意に違反しイスラエル領内に砲撃をしたと非難した。
戦闘休止の終了からわずか3時間で32人が死亡した。

## 人質解放
戦闘休止期間中は、毎日人質が解放された。
11月24日、ハマースがイスラエル人の人質13人を解放し、イスラエルはパレスチナ人39人を釈放した。イスラエル人の人質の内訳は、2～9歳の子供4人、30～50歳代3人、70歳代以上6人。イスラエル人とは別にタイ人10人、フィリピン人1人も解放された。パレスチナ人の内訳は未成年者15人と女性24人。人質は、ガザから赤十字国際委員会の付き添いでエジプト側境界のラファ検問所に出た後、イスラエルの病院に搬送された。パレスチナ人は、28人はヨルダン川西岸に、11人は東エルサレムに送還された。
25日、ハマースがイスラエル人の人質13人を解放し、イスラエルはパレスチナ人39人を釈放した。イスラエル人とは別にタイ人4人も解放された。ハマースは、ガザへの援助物資搬入などを巡りイスラエルが合意を守っていないと主張し、解放を遅らせると発表していたが、カタールやエジプトの仲介で解決した。
26日、ハマースがイスラエル人の人質14人を解放し、イスラエルはパレスチナ人39人を釈放した。イスラエル人とは別にタイ人3人も解放された。
27日、ハマースがイスラエル人の人質11人を解放し、イスラエルはパレスチナ人33人を釈放した。人質は全員が二重国籍者で、内訳はフランス国籍3人、ドイツ国籍2人、アルゼンチン国籍6人。
28日、ハマースがイスラエル人の人質10人を解放し、イスラエルはパレスチナ人30人を釈放した。イスラエル人とは別にタイ人2人も解放された。
29日、ハマースがイスラエル人の人質12人を解放し、イスラエルはパレスチナ人30人を釈放した。イスラエル人とは別にタイ人4人も解放された。また、イスラエル人の中にはロシア系イスラエル人2人も含まれる。
30日、ハマースがイスラエル人の人質8人を解放し、イスラエルはパレスチナ人30人を釈放した。解放された人質のうち1人はフランス国籍を持つ女性であった。
最終的に、ハマースは外国人を含めて人質105人を解放し、イスラエルはパレスチナ人240人を解放した。
|                    |              | 11月24日 | 11月25日 | 11月26日 | 11月27日 | 11月28日 | 11月29日 | 11月30日 | 計  |
| ------------------ | ------------ | -------- | -------- | -------- | -------- | -------- | -------- | -------- | --- |
| ハマース側が解放   | イスラエル人 | 13       | 13       | 14       | 11       | 10       | 12       | 8        | 81  |
| ハマース側が解放   | タイ人       | 10       | 4        | 3        |          | 2        | 4        |          | 23  |
| ハマース側が解放   | フィリピン人 | 1        |          |          |          |          |          |          | 1   |
| ハマース側が解放   | 計           | 24       | 17       | 17       | 11       | 12       | 16       | 8        | 105 |
| イスラエル側が釈放 | パレスチナ人 | 39       | 39       | 39       | 33       | 30       | 30       | 30       | 240 |

## 戦闘休止期間中の事件や出来事
11月24日、イスラエルがパレスチナ人を釈放した際、釈放される女性や少年らを迎えようと集まった家族らが警備のイスラエル軍と衝突し、軍の発砲でパレスチナ人31人が負傷した。
26日、ネタニヤフ首相が、10月7日の戦争開始以降初めてガザを訪れた。
28日、小規模ではあったが、イスラエルとハマースの間で戦闘休止の合意に違反する衝突が発生した。
30日、戦闘休止の再延長が発表された直後、エルサレムのバス停で銃撃があり、3人が死亡、10人以上がけがをした。銃撃犯は2人で、近くにいたイスラエル兵2人と民間人に撃たれ、死亡した。この事件に対しハマースは、銃撃犯の2人は軍事部門のカッサム旅団のメンバーだとし、「作戦だった」と主張した。

## 反応

### アメリカ
バイデン大統領は、人質解放について、「人質が救出され、愛する人と再会できたことに感謝しなければならない」と歓迎し、「始まったばかりだが、今のところは順調だ」、「あすにはさらに多くの人質が解放され、その後も続くだろう」と楽観的な見方を示した。

### ガザ地区
ガザ地区の住民からは、「この停戦が戦争の終結につながることを願っている」という安堵の声が上がった一方、「イスラエルはきっと合意を守らない」と疑う者もいた。